# Brasil-Post

Kopfzeile der Brasil-Post

Die Brasil-Post war eine deutschsprachige Wochenzeitung, die in Brasilien publiziert wurde. Die Zeitung erschien zuletzt im Oktober 2012.

## Geschichte
Die Brasil-Post wurde im Jahr 1950 von 103 Deutsch-Brasilianern gegründet. Als Aufgabe setzten sie sich, die deutsche Sprache zu vitalisieren und den Deutschen bzw. Deutsch-Brasilianern ein deutsches Medium zur Verfügung zu stellen. Die Zeitung erhielt schnell eine große Leserschaft und expandierte. Da ab 1938 und bis in die 1960er Jahre die deutsche Sprache in brasilianischen Schulen verboten war, lernten viele Deutschstämmige die deutsche Sprache durch die Zeitung.
Ab den 1990er Jahren verlagerte sich der Verkauf der Zeitung immer mehr auf den Ballungsraum São Paulo, der Stadt mit den meisten deutschen Industriebetrieben außerhalb Deutschlands, da die Anzahl der dort ansässigen Deutschsprachigen in São Paulo, zunahm. In anderen Gegenden des Landes nahm die Leserschaft immer weiter ab. 
Die Leserschaft verteilte sich zuletzt mit 36 % auf São Paulo, mit 41 % auf Rio Grande do Sul, Santa Catarina und Paraná, mit 15 % auf Staaten wie Espírito Santo, Rio de Janeiro, Minas Gerais und Mato Grosso do Sul und die restlichen 8 % fielen auf andere Bundesstaaten Brasiliens.
Die Zeitung stellte im Oktober 2012 aufgrund finanzieller Schwierigkeiten, die die 85-jährige Verlegerin Ursula Dormien nicht mehr bewältigen konnte, ihr Erscheinen ein.

## Auszeichnungen
- 1999: Medienpreis des Vereins für Deutsche Kulturbeziehungen im Ausland e. V.